# Латышев (хутор)
Латышев — хутор в Боковском районе Ростовской области.
Входит в состав Каргинского сельского поселения.

## Население
| 1989 | 2002 | 2010 |
| ---- | ---- | ---- |
| 255  | ↘232 | ↘202 |

## Улицы
| - ул. Заречная, - ул. Кривошлыкова, | - ул. Мостовая, - ул. Окраина. |

## Археология
Территория Ростовской области была заселена еще в эпоху неолита. Люди, живущие на древних стоянках и поселениях у рек, занимались в основном собирательством и рыболовством. Степь для скотоводов всех времён была бескрайним пастбищем для домашнего рогатого скота. От тех времен осталось множество курганов с захоронениями  жителей этих мест. Курганы и курганные группы находятся на государственной охране.
Поблизости от территории хутора Конькова Боковского района расположено несколько достопримечательностей – памятников археологии. Они охраняются в соответствии с Федеральным законом от 25.06.2002 N 73-ФЗ «Об объектах культурного наследия (памятниках истории и культуры) народов Российской Федерации», Областным законом от 22.10.2004 N 178-ЗС «Об объектах культурного наследия (памятниках истории и культуры) в Ростовской области», Постановлением Главы администрации РО от 21.02.97 N 51 о принятии на государственную охрану памятников истории и культуры Ростовской области и мерах по их охране и др.
- Курган «Латышев I». Находится на расстоянии около 1,7 км к юго-востоку от хутора Латышева.
- Курганная группа «Латышев II» (7 курганов). Находится на расстоянии около 2,5 км к юго-востоку от хутора Латышева.
- Курган «Латышев III». Находится на расстоянии около 2,7 км к югу от хутора Латышева.
- Курган «Латышев IV». Находится на расстоянии около 2,5 км к юго-западу от хутора Латышева.
- Курганная группа «Латышев V» (3 кургана). Находится на расстоянии около 200 метров к востоку от хутора Латышева.
- Курганная группа «Латышев VI» (3 кургана). Находится на расстоянии около 0,8 км к западу от хутора Латышева.
- Курган «Латышев VII». Находится на расстоянии около  1,6 км к северу от хутора Латышева.
- Курганная группа «Латышев VIII» (2 кургана). Находится на расстоянии около 3,3 км к северо-западу от хутора Латышева[4].